# .no
.no é um domínio de topo de código de país (ccTLD) para a Noruega. A responsável pelo registro e patrocinadora é a Norid, que está sediada em Trondheim e é uma subsidiária da Uninett, que opera sob supervisão da Autoridade Norueguesa de Correios e Telecomunicações. Em 6 de julho de 2017, haviam 733,659 domínios registrados em .no. Organizações com presença na Noruega e registro no Centro de Registo de Brønnøysund são limitadas a 100 domínios cada. Os indivíduos residentes na Noruega podem se registrar no domínio de segundo nível priv.no e, desde 6 de junho de 2014, diretamente sob .no. Existem outros domínios de segundo nível para organizações de certos tipos, como comunas e escolas. Os regulamentos estritos resultaram na quase ausência de cybersquatting e armazenamento injusto de domínios expirados.
O gerenciamento do ccTLD foi concedido a Pål Spilling em 1983, mas foi adquirido pela Uninett quatro anos depois. O milésimo domínio foi registrado em 1995. A Norid é o resultado de várias reorganizações dentro da Uninett, tornando-se em 2003 uma empresa limitada separada. A Noruega também recebeu dois outros ccTLDs: .sj para a designação Svalbard e Jan Mayen e .bv para Ilha Bouvet, mas ambos não estão abertos para registro. Originalmente, apenas um domínio era permitido por organização, e isto era verificado manualmente pela Norid para garantir a conformidade com a propriedade da marca registrada. Os regulamentos foram liberalizados em 2001, quando o processo foi automatizado e um esquema retrospectivo de resolução de disputas foi introduzido. Isso resultou em um boom de registros, com os registros acumulados superando cem mil no decorrer do ano. Os nomes de domínio podem consistir nas 26 letras minúsculas do alfabeto latino básico ISO, dígitos e o hífen, e a partir de 2004 foram permitidas 24 caracteres adicionais dos idiomas norueguês e sami. Domínios totalmente numéricos foram introduzidos em 2007, e priv.no em 2011.

## História
A responsabilidade do registro do nome de domínio para .no foi concedido em 1983 a Pål Spilling no Instituto de Pesquisa da Administração Norueguesa de Telecomunicações. O trabalho de registro real foi realizado por Jens Thomassen. Os primeiros domínios registrados foram tor.nta.no (a Administração Norueguesa de Telecomunicações) e ifi.uio.no (o Departamento de Informática da Universidade de Oslo). Inicialmente, a carga de trabalho do registro de domínio era leve, mas depois de alguns anos, a carga de trabalho se tornou incontrolável como um projeto paralelo para um indivíduo. Os decisores políticos também indicaram a necessidade de o registro de domínio ser gerenciado por uma organização não comercial. A responsabilidade foi, portanto, transferida para a empresa pública Uninett, uma fornecedora de tecnologia da informação e comunicação para universidades públicas norueguesas, faculdades e instituições de pesquisa em 17 de março de 1987. O arquivo de zona arquivado mais antigo data de 1989 e inclui 19 domínios. Em 1991 e 1992, todas as faculdades de universidades estaduais foram conectadas à Internet e emitiram nomes de domínio, causando um boom de registros. O milésimo domínio foi registrado em 1995.
A Uninett foi inicialmente administrada como uma divisão da SINTEF, mas em 1993 foi transformada em uma empresa limitada de propriedade do Ministério da Educação e Pesquisa. A Norid foi estabelecida como uma divisão na Uninett em 1996 e teve a responsabilidade de gerenciar o domínio .no. Em 21 de agosto de 1997, a Norid recebeu a responsabilidade pelos domínios recém-criados .sj e .bv. A Uninett FAS foi estabelecida no ano seguinte como uma subsidiária da Uninett para gerenciar a rede técnica e a infraestrutura de serviços, incluindo a operação dos sistemas de rede para universidades e faculdades. Assim, a Norid também se tornou parte do portfólio da Uninett FAS. Duas organizações foram criadas em 1998: o Órgão de Resolução de Domínios, para resolver disputas de domínio, e a Norpol, um conselho consultivo político. Os registradores de nomes de domínio foram introduzidos em 1999 para lidar com aspectos que poderiam ser fornecidos por terceiros. A Uninett Norid foi registrada em 2003 como uma empresa limitada de propriedade da Uninett, para garantir o gerenciamento dos domínios em uma organização independente.
Até 2001, cada organização só podia registrar um único domínio e tinha que documentar seu direito ao nome, diretamente conectado ao nome da empresa ou a uma marca comercial; esta informação era verificada pela Norid. As regras foram liberalizadas em 19 de fevereiro de 2001. Um novo limite foi estabelecido em quinze domínios por organização e a Norid parou de fazer avaliações do direito ao nome; se o domínio não fosse registrado, ele seria permitido. Isso resultou em um grande aumento no número de domínios, e o centésimo milésimo domínio foi registrado no mesmo ano. Originalmente, apenas as letras latinas básicas eram permitidas, mas, a partir de 9 de fevereiro de 2004, foram permitidos 24 caracteres adicionais dos idiomas norueguês e sami, juntamente com o número de domínios permitidos por organização aumentando para vinte. A partir de 13 de junho de 2007, nomes de domínios totalmente numéricos começaram a ser permitidos. O 500.000º domínio foi registrado em janeiro de 2011. O domínio de segundo nível priv.no foi permitido a partir de junho de 2011, o que deu às pessoas a possibilidade de se inscreverem. Em 30 de novembro de 2011, as organizações foram autorizadas a registrar cem domínios. Em 17 de junho de 2014, a Norid abriu os registros de cidadãos privados de domínios .no. Em 9 de dezembro de 2014, a Norid permitiu o suporte de DNSSEC.

## Gerenciamento
.no é gerenciado pela Norid, uma empresa sediada em Trondheim, que também é a registradora de nomes de domínio para os domínios não utilizados .sj e .bv. A Norid é uma empresa limitada de propriedade da Uninett, que é propriedade do Ministério da Educação e Pesquisa. O direito legal de gerenciar os domínios é duplo, com base em um acordo com a Internet Assigned Numbers Authority (IANA) e regulamentos sob o Electronic Communications Act que é supervisionada pela Autoridade Norueguesa de Correios e Telecomunicações. A política de uso de .no é regulamentada pelo Regulamento Referente a Nomes de Domínio nos Domínios de Nível Superior do Código de País Norueguês, também conhecido apenas como Regulamento de Domínio. Este regulamento também regula os domínios .bv, correspondente à Ilha Bouvet, e .sj, correspondente à designação Svalbard e Jan Mayen, e será eficaz caso eles passem a ser utilizados no futuro.
O registro ocorre através de um terceiro, um registrador de nomes de domínio. O relacionamento entre a Norid, o registrador e o titular é regulado por meio de acordos legais civis. O registrador registra o domínio em nome do titular, e o titular detém o direito ao nome do domínio até que seja rescindido, a menos que uma resolução de disputa determine de outra forma. A Norid cobra dos registradores sessenta coroas norueguesas por registro e mudança de titular, bem como sessenta coras em uma taxa anual por domínio. Os registradores devem atender aos critérios de recursos técnicos e administrativos e pagar uma taxa anual de cinco mil coroas e depósito mínimo de dez mil coroas, dependendo do nível de atividade. Os registradores também devem realizar uma atividade mínima de administração ou registro de quarenta domínios por ano.
Ao registrar um domínio, o usuário assina uma declaração de que não está violando os direitos de outras partes e que o usuário assumirá total responsabilidade por quaisquer consequências do uso do nome de domínio. O processo de registro na Norid é totalmente automatizado e não inclui nenhuma etapa para garantir que o usuário tenha direitos sobre o nome. As disputas relacionadas ao direito a um nome de domínio são tratadas retrospectivamente, por meio do Comitê de Resolução Alternativa de Litígios ou de processos judiciais. Os problemas que podem dar o direito de assumir um nome de domínio incluem violações da Lei de Marcas e da Lei de Controle de Marketing. Os titulares de marcas comerciais também receberão o domínio se o registro tiver sido feito apenas para vender o domínio ao proprietário da marca comercial. Os órgãos de disputa também considerarão o risco de confusão, com base no nome do domínio e não no conteúdo do site. Para um domínio, volvoimport.no, a questão da propriedade foi sujeita a um caso do Supremo Tribunal da Noruega.
O Supremo Tribunal decidiu que a Autoridade Promotora da Noruega pode apreender registros de domínio de acordo com as especificações do Código Penal Civil Geral, uma vez que os domínios são considerados legalmente como ativos com valor financeiro. Em 27 de setembro de 2012, havia 552.255 domínios registrados. Domínios .no tiveram uma taxa de renovação de 90,6% em 2009, significativamente mais alta que em domínios mais liberais, como 71% dos domínios .com. Cybersquatting e armazenamento injusto de domínios expirados não tem sido um problema com .no por causa dos rigorosos requisitos de registro. A Norpol é um órgão consultivo com treze membros nomeados para discutir e comentar sobre a política de domínio. É composto por membros de várias autoridades governamentais, da indústria da Internet e de outras partes interessadas.

## Política
Somente organizações com presença local na Noruega e com registro no Centro de Registo de Brønnøysund podem registrar domínios sob .no. Especificamente, eles devem estar registrados no Registro Central de Coordenação de Pessoas Jurídicas e, portanto, tem um número de organização, um endereço postal na Noruega e deve ser capaz de documentar a atividade na Noruega, mediante solicitação da Norid. Todos os usuários qualificados podem registrar até cem domínios diretamente em .no e cinco domínios adicionais em cada domínio de segundo nível.
O domínio priv.no está disponível para registro por indivíduos. Para se registrar, um indivíduo deve estar registrado no Registro Nacional e ter recebido um número de identidade nacional, deve residir na Noruega e ter pelo menos 18 anos de idade. Mudar para o exterior não resultará na exclusão do domínio, mas a pessoa não poderá registrar mais domínios enquanto estiver morando no exterior. Há um limite de cinco domínios registrados por pessoa.
Os nomes de domínio devem conter de dois a 63 caracteres. Os caracteres permitidos são os caracteres minúsculos do alfabeto latino básico ISO (de A a Z), dígitos (de 0 a 9), o hífen (-), e 24 letras especiais dos idiomas norueguês e sami. O nome do domínio deve começar e terminar em um dígito ou uma letra. Não é possível registrar um grande número de domínios, incluindo todos os que são a base para domínios de segundo nível e uma série especificada de nomes geográficos, incluindo nomes de assentamentos e ilhas, que podem se tornar domínios de segundo nível no futuro. Oito termos específicos da Internet não podem ser registrados: ftp, localhost, whois, www, no, nic, internet e internett. Outros potenciais domínios de segundo nível de categoria gerais futuros também foram bloqueados, como com.no e as.no.

## Domínios de segundo nível
Existem três tipos de domínios de segundo nível: orientados para geografia, orientados para categorias e aqueles gerenciados por outras agências além da Norid. Existem domínios geográficos de segundo nível reservados para todas as cidades (como oslo.no para Oslo e nt.no para Nord-Trøndelag), todas as áreas urbanas com pelo menos 5.000 habitantes (como orkanger.no para Orkanger) e todas as municipalidades (como bergen.no para Bergen e inderoy.no e inderøy.no para Inderøy). Além disso, svalbard.no foi reservado para Svalbard e jan-mayen.no para Jan Mayen. Solicita-se aos usuários que não se registrem em um domínio geográfico de segundo nível, a menos que tenham uma presença local na área. O nome www sob um domínio geográfico de segundo nível (como www.lillehammer.no) somente pode ser realizada pelo governo local da região, como o município, o município do condado ou o Governador de Svalbard.
Os domínios de segundo nível de categoria exigem que o usuário atenda a características específicas; por exemplo, apenas as escolas secundárias superiores podem se inscrever em vgs.no. A maioria dos domínios de segundo nível é gerenciada pela Norid, embora cinco domínios sejam gerenciados por três outras agências governamentais: os Serviços de Administração Governamental para partes centrais do governo, as Forças Armadas da Noruega para seus próprios sites e a Associação Norueguesa de Autoridades Locais e Regionais para condados e municípios de condados.
| Domínio         | Restrições                                 | Gerenciador                                             |
| --------------- | ------------------------------------------ | ------------------------------------------------------- |
| dep.no          | Governo da Noruega                         | Serviços de Administração Governamental                 |
| fhs.no          | Escolas secundárias populares              | Norid                                                   |
| folkebibl.no    | Bibliotecas municipais                     | Norid                                                   |
| fylkesbibl.no   | Bibliotecas de condado                     | Norid                                                   |
| gs.[condado].no | Escolas primárias e secundárias inferiores | Norid                                                   |
| herad.no        | Municípios                                 | Associação Norueguesa de Autoridades Locais e Regionais |
| idrett.no       | Sports organizations                       | Norid                                                   |
| kommune.no      | Municípios                                 | Associação Norueguesa de Autoridades Locais e Regionais |
| mil.no          | Forças Armadas da Noruega                  | Forças Armadas da Noruega                               |
| museum.no       | Museus                                     | Norid                                                   |
| uenorge.no      | Empresas para jovens e estudantes          | Norid                                                   |
| priv.no         | Indivíduos                                 | Norid                                                   |
| stat.no         | Governo da Noruega                         | Serviços de Administração Governamental                 |
| vgs.no          | Escolas superiores secundárias             | Norid                                                   |